# Славкув

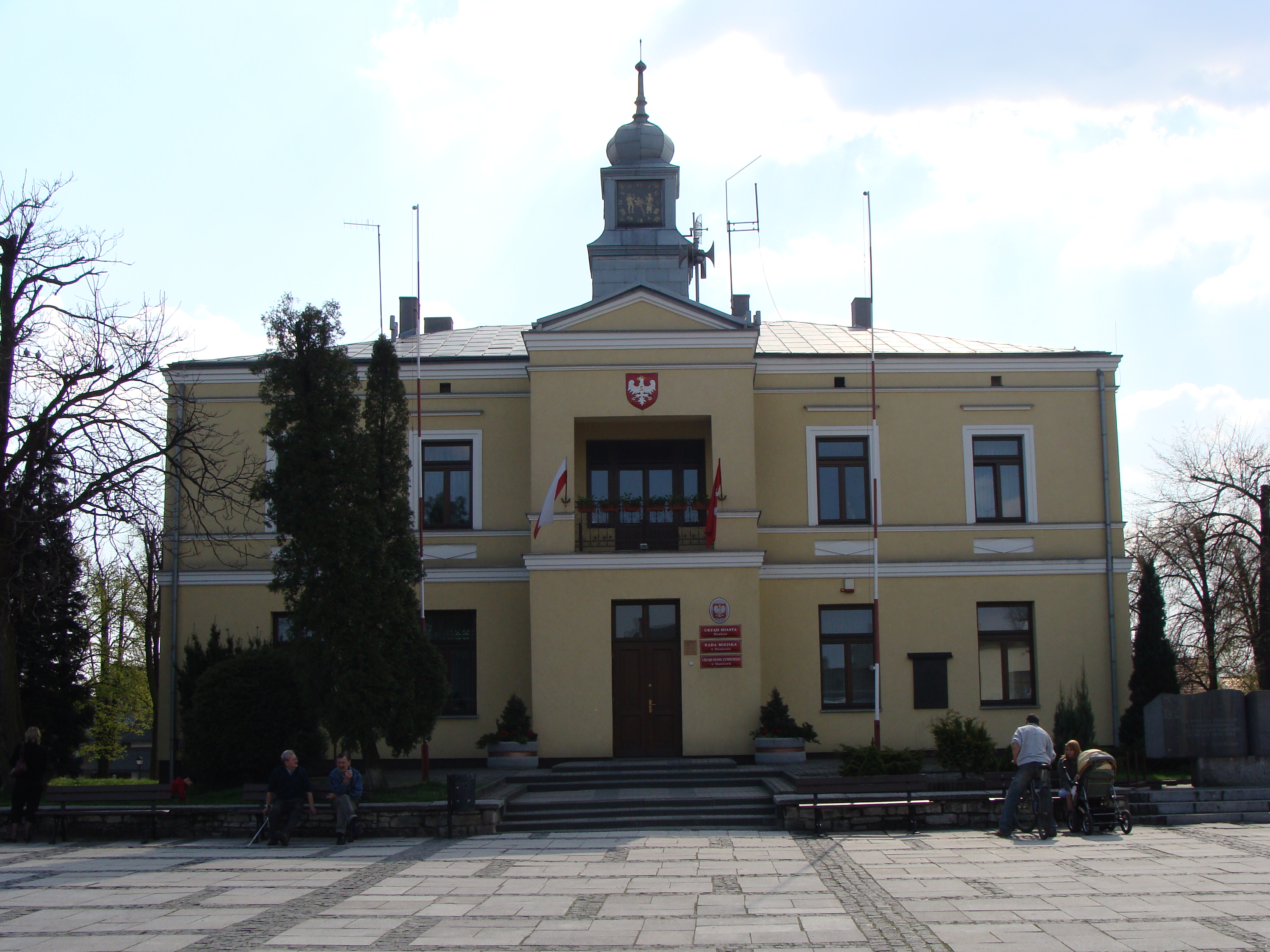
Ратуша

Сла́вкув (пол. Sławków, українська назва Сла́вків) — місто на півдні Польщі, в Сілезькому воєводстві, Бендзинському повіті. Межує з трьома іншими містами у Сілезькому воєводстві (Сосновець, Явожно і Домброва-Гурнича) та з двома місцевостями у Малопольському воєводстві: сільською ґміною Болеслав і міською ґміною Буковно, що входять в Олькушський повіт. Нараховує 6853 жителів (2007).
Славкув займає особливу позицію з точки зору адміністративного поділу країни. Внаслідок адміністративної реформи 1999 р. місто, яке до того часу входило у Катовіцьке воєводство, опинилося в межах новоствореного Малопольського воєводства зі столицею у Кракові. Повернення Славкува до Сілезького воєводства здавалося неможливим з огляду на те, що всі сусідні міста у Сілезькому воєводстві (Домброва-Гурнича, Сосновець, Явожно) мають статус міських повітів. Одначе, з метою задовольнити бажання мешканців Славкува, які негативно ставилися до адміністративної приналежності міста до Малопольського воєводства, було вирішено приєднати його до Бендзінського повіту в Сілезії, від ягого Славкув відмежують території міст Домброва-Гурнича та Сосновець. Таким чином, з 1 січня 2002 р., Славкув, як адміністративна одиниця Сілезького воєводства, став одночасно ґміною-ексклавом Бендзинського повіту. Βходить до складу регіону Заглемб'я Домбровське.
До міста Славкув простягається ширококолійна залізниця з України, збудована в 1976 для обслуговування металургійних комбінатів Верхньосілезького промислового району.

## Географія
На південно-західній частині міста бере початок річка Бобрик.

Бендзінський повіт

## Демографія
Демографічна структура станом на 31 березня 2011 року:
|          | Загалом | Допрацездатний вік | Працездатний вік | Постпрацездатний вік |
| -------- | ------- | ------------------ | ---------------- | -------------------- |
| Чоловіки | 3403    | 626                | 2422             | 355                  |
| Жінки    | 3685    | 611                | 2210             | 864                  |
| Разом    | 7088    | 1237               | 4632             | 1219                 |